# 辛辛那提博物館中心

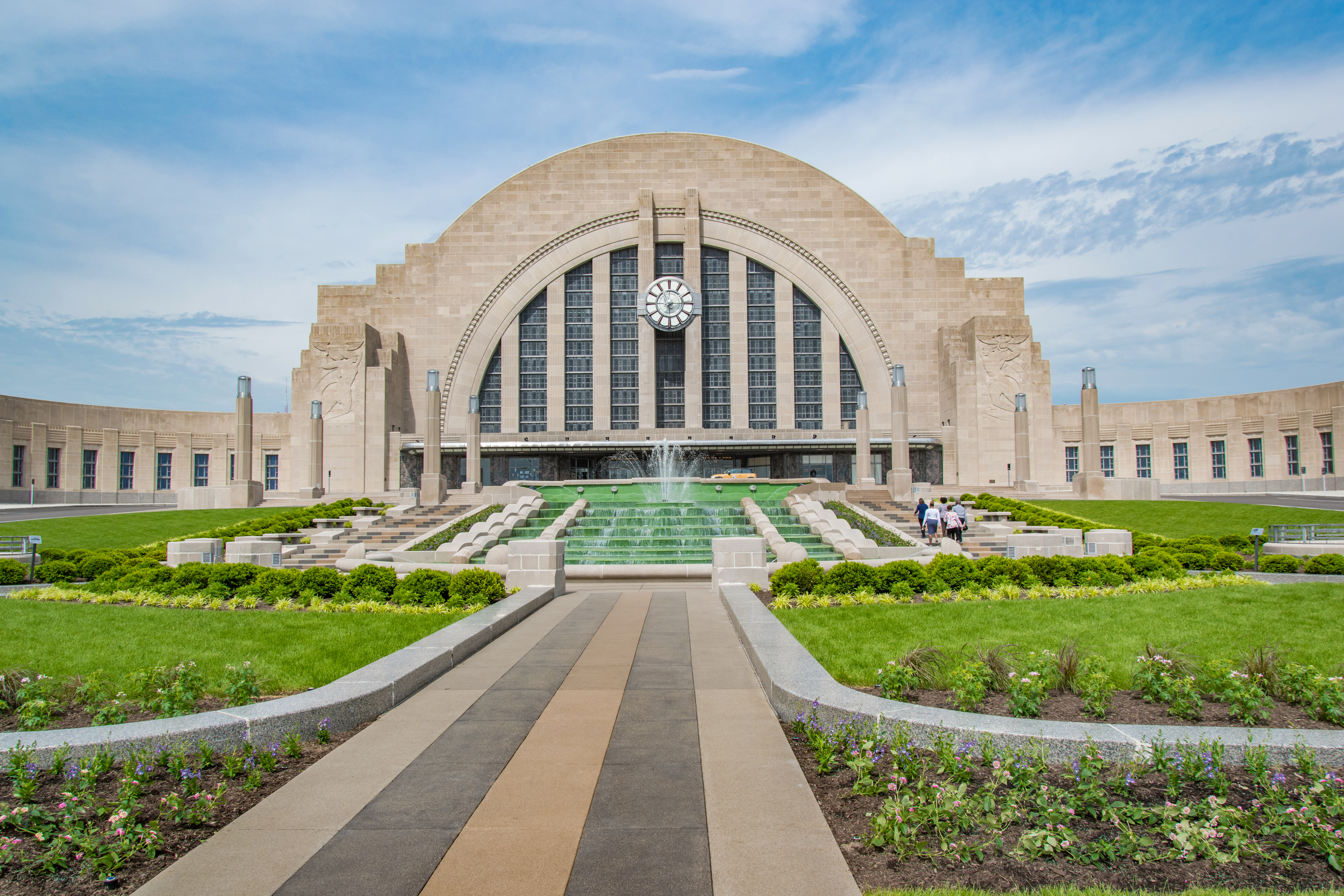
辛辛那提博物館中心（原為辛辛那提聯合總站）

辛辛那提博物館中心（英語：Cincinnati Museum Center）是位於美國俄亥俄州辛辛那提的綜合博物館，使用歷史建築辛辛那提聯合總站作為館舍。博物館首先於1990年11月10日開幕，1995年，各館正式合併創建了辛辛那提博物館中心。目前由辛辛那提歷史博物館、自然史與科學博物館、羅伯特D.林德納家族全天域電影院、辛辛那提歷史學會圖書館、杜克能源兒童博物館和辛辛那提鐵路俱樂部組成。

## 外部連結
- 官方网站